# Will Keane
William David "Will" Keane (* 11. Januar 1993 in Stockport) ist ein irisch-englischer Fußballspieler, der bei Preston North End unter Vertrag steht. Der Rechtsfüßer wird vorrangig als Stürmer eingesetzt. Sein Zwillingsbruder Michael steht beim FC Everton unter Vertrag. Seit 2021 spielt er für die irische Fußballnationalmannschaft.

## Karriere

### Verein
Keane gab sein Debüt in der Premier League am 31. Dezember 2011 bei der 2:3-Niederlage im Heimspiel gegen die Blackburn Rovers, als er kurz vor Spielende für den Brasilianer Rafael eingewechselt wurde.
Im Mai 2012 zog sich Keane bei einem Spiel für die englische U-19 Nationalmannschaft eine Bänderverletzung im Knie zu, die ihn für die gesamte Saison 2012/2013 ausfallen ließ.
Am 28. November 2013 wurde Keane für einen Monat an Wigan Athletic ausgeliehen, kurze Zeit später wechselte Keane auf Leihbasis bis zum Ende der Saison 2013/2014 zu den Queens Park Rangers.
Zur Saison 2014/15 kehrte Keane zu Manchester United zurück, kam aber auf keinen Ligaeinsatz. Daher wechselte er am 22. Januar 2015 bis zum Saisonende auf Leihbasis zum Zweitligisten Sheffield Wednesday.
Zur Saison 2015/16 wurde Keane an Preston North End ausgeliehen. Am 31. Dezember 2015 kehrte er nach Manchester zurück.
Im August 2016 wechselte er zum Ligakonkurrenten Hull City, bei dem er einen Dreijahresvertrag erhielt. Nach einem Wechsel im Jahr 2019 zu Ipswich Town heuerte er im Oktober 2020 beim Drittligisten Wigan Athletic an. In der EFL League One 2021/22 erzielte der Angreifer 26 Ligatreffer für seine Mannschaft und wurde damit Torschützenkönig der dritten englischen Liga. Wigan gewann zudem die Drittliga-Meisterschaft und feierte damit die Rückkehr in die zweite Liga.
Im Juli 2023 wechselte Keane innerhalb der zweiten englischen Liga zu Preston North End.

### Nationalmannschaft
Obwohl Keane auch für die irische Nationalmannschaft spielberechtigt gewesen wäre, gab er 2009 sein Debüt für die englische U-16 bei einem 3:1-Erfolg gegen Russland. Die darauf folgenden Jahre spielte er jeweils für die englische U-17, U-19 und U-21.